# Михей (Алексеев)
Епи́скоп Михе́й (в миру Михаи́л Фёдорович Алексе́ев; 23 января 1851, Санкт-Петербург — 16 февраля 1931, Козельск) — епископ Русской православной церкви, епископ Козельский, викарий Калужской епархии.

## Биография

### Образование, служба в Военно-морском ведомстве
Родился 23 января 1851 года в Санкт-Петербурге в семье дворянина, впоследствии статского советника в канцелярии Госконтроля. В десять лет лишился матери.
В 1869 году окончил Санкт-Петербургский Морской кадетский корпус на Васильевском острове и служил в Военно-морском ведомстве. С первого года службы на флоте познакомился с Иоанном Кронштадтским, которого знали только в самом Кронштадте. Впоследствии он вспоминал: «Посещая ежедневно его служения в Андреевском соборе, я удостаивался весьма частого причащения Святых Тайн, по крайней мере, раз в неделю, а то и чаще. Тогда о. Иоанн служил Божественную Литургию ещё один, без сослужащих, и я прислуживал ему в алтаре, заменяя алтарных служителей, часто расстраивавших батюшку своей грубостью».
Совершил три кругосветных плавания. Дослужился до звания капитана I ранга. Был награждён орденами святого Станислава III степени и святой Анны III степени.

### Духовное служение
5 марта 1890 года, потрясённый смертью жены, выходит в отставку. 30 марта того же года с благословения отца Иоанна Кронштадтского поступил послушником в Оптинскую пустынь под руководство старца Амвросия.
Пробыл в Оптиной пустыни полгода, получил от старца Амвросия неожиданное послушание — отвезти Императору Александру III письмо и подарок. Государь принял послушника и поблагодарил за подарок. Через два дня был день Ангела о. Иоанна и в Кронштадте ему тоже повезли подарок из Оптиной.
После кончины преподоблного Амвросия Оптинского по благословению Иоанна Кронштадтского Михаил покинул Оптину пустынь с тем, чтобы избрать путь учёного монашества.
В 1892 году поступил вольнослушателем в Московскую духовную академию.
10 октября 1892 года в Покровской академической церкви ректором архимандритом Антонием (Храповицким) был пострижен в монашество с именем Михей в честь преподобного Михея Радонежского.
17 октября того же года епископом Тихоном (Никаноровым) был рукоположён во иеродиакона.
16 мая 1893 году епископом Тихоном (Никаноровым) рукоположён во иеромонаха.
В 1896 году удостоен степени кандидата богословия и назначен смотрителем Жировицкого духовного училища. Училище находилось в знаменитом Жировицком монастыре, и иеромонаха Михея «благословили быть руководителем целого монастырского братства, поверх того, духовным руководителем множества мирян разного звания».
4 декабря 1896 года перемещён на должность синодального ризничего.
20 мая 1897 году возведён в сан игумена.
В декабре 1897 года назначен настоятелем Волоколамского Иосифова монастыря, в связи с чем 30 января 1898 года епископом Нестором (Метаниевым) возведён в сан архимандрита.
В 1900 году был послан сопровождать санитарный отряд, находившийся на госпитальном судне «Царица», который перевозил русских воинов, раненых во время боксёрского восстания в Китае из Дагу во Владивосток. Вернулся в Москву летом 1901 года.

#### Епископ Сарапульский, викарий Вятской епархии
С 2 июня 1901 года — настоятель Херсонисского Свято-Владимирова монастыря.

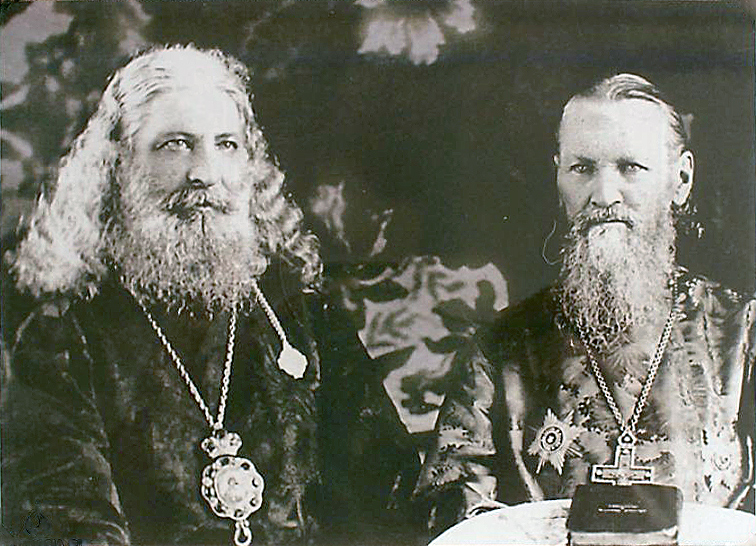
Епископ Михей (Алексеев) и протоиерей Иоанн Кронштадтский

19 мая 1902 года в Александро-Невском кафедральном соборе в Вятке был хиротонисан во епископа Сарапульского, второго викария Вятской епархии. Хиротония состоялась в Вятском Александро-Невском соборе. Чин хиротонии совершали: епископ Вятский Никон (Софийский), епископ Вологодский Алексий (Соболев), епископ Пермский Иоанн (Алексеев), епископ Глазовский Варсонофий (Курганов), епископ Балахнинский Нестор (Фомин).
Поселился в Иоанно-Предтеческом монастыре (Старцево-Горском). Занимался миссионерской деятельностью и заботой о беспризорных и бездомных детях.

#### Епископ Владимиро-Волынский, викарий Волынской епархии
С 25 августа 1906 года — епископ Владимиро-Волынский, викарий Волынской епархии.
Став помощником архиепископа Антония (Храповицкого), с радостью отдался просвещению малообразованных русских крестьян, стремясь противостоять католической пропаганде.

#### Епископ Архангельский и Холмогорский
С 31 октября 1908 года — епископ Архангельский и Холмогорский.
Приехав в Архангельск, сказал встречавшему его духовенству: «…больше всего дорожу искренностью и честностью и терпеть не могу лжи и обмана. Двери моего дома открыты всегда и для всех, кто имеет нужду искренне и честно говорить со мной о деле… Я люблю, чтобы богослужение было неспешное, выразительное, искреннее: исходило от души, от сердца». И действительно, в Архангельске владыка служил и проповедовал неустанно, снискав за это большое уважение у своей паствы. С переводом на новое место исполнилось предсказание св. Иоанна Кронштадтского владыке Михею: «Будешь на родине моей архиереем».
И когда вскоре через два месяца Иоанн Кронштадтский отошел ко Господу, епископ Михей поспешил в Санкт-Петербург, чтобы на Балтийском вокзале встретить тело усопшего и участвовать в его погребении в Иоанновском монастыре на Карповке.
Епископ Михей стоял во главе многих благотворительных и просветительных учреждений епархии. Владыка много помогал бедным семинаристам, псаломщикам, ученицам Епархиального училища.

#### Епископ Уфимский и Мензелинский

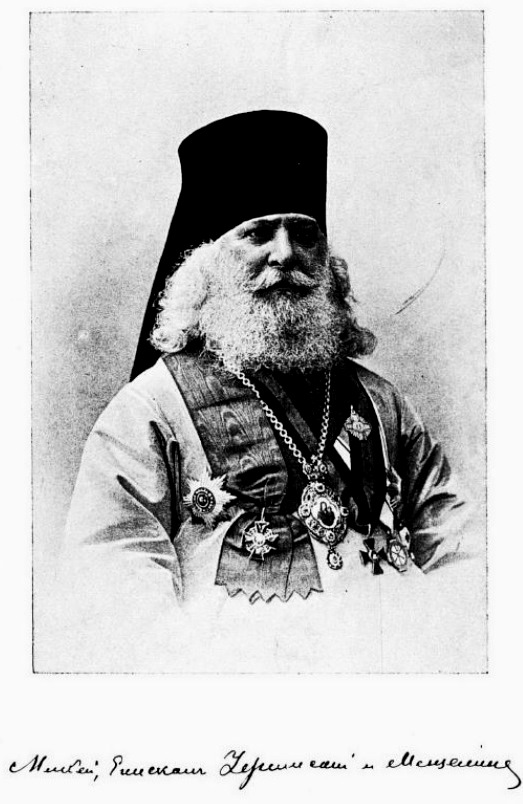
Епископ Уфимский и Мензелинский Михей (1912 год)

С 17 апреля 1912 года — епископ Уфимский и Мензелинский.
Несмотря на слабое здоровье, он ездил по епархии, вникая в нужды духовенства, паствы и приходов, открывает в епархии миссионерские курсы для обращения инородцев. Учредил переводческую подкомиссию «для переводов и оригинальных сочинений на языках населяющих епархию инородцев».
20 июля 1912 года, открыл на Каме Березовско-Богородицкий миссионерский женский монастырь.
Организовывал общества трезвости и особенно много внимания уделяет детям — приглашает их к себе, устраивает Рождественские ёлки, посылает больных в Евпаторию, «многим давал деньги на одежду, потому что большинство из них страшная беднота».

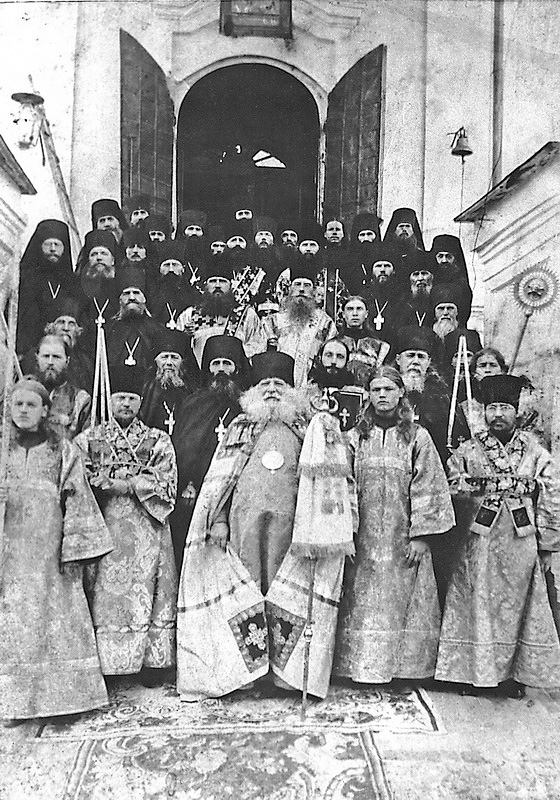
Оптина Пустынь. Епископ Михей (Алексеев) с гостями и братия монастыря на лестнице Введенского собора

Постоянно наставлял свою паству хранить верность Православию Церкви.
22 декабря 1913 года уволен на покой «по слабости здоровья». Местом пребывания на покое владыке было назначено сначала в Почаевской Лавре, а потом в Оптиной пустыни.
Жил в Оптиной Пустыни вместе с последними оптинскими старцами и являлся одним из духовных руководителей обители.
В Вербное Воскресение 1923 года был арестован вместе в архимандритом Исаакием (Бобриковым) и другими насельниками пустыни. Провёл в тюрьме несколько недель.
После освобождения переехал в Козельск. Служил в Успенском соборе, затем в одной из приходских церквей.

#### Епископ Козельский, викарий Калужской епархии
С 1924 года — епископ Козельский, викарий Калужской епархии. Был почитаем народом за праведную жизнь.
То, что в Козельске не было обновленцев является немалой заслугой и епископа Михея, который принимал их в общение не иначе как через покаяние.
Живя в Козельске Владыка Михей не терял связи с другими оптинскими подвижниками, рассеянным по
разным местам.
Скончался 3 февраля 1931 года в Козельске. Похоронен на Пятницком кладбище Козельска.
23 июня 2005 года по благословению Патриарха Московского и всея Руси Алексия честные останки епископа Михея перенесены на братский некрополь Оптиной пустыни.